# Aiguille d’Argentière
Die Aiguille d’Argentière ist ein 3898 m ü. M. hoher Berg auf der Grenze zwischen Frankreich und der Schweiz.
Erstbesteiger war Edward Whymper im Jahre 1864, der auch die Berge Barre des Écrins, Aiguille Verte und das Matterhorn als Erster bestieg. Dem bekannten und sehr erfahrenen französischen Bergsteiger Stéphane Brosse wurde sie 2012 zum Verhängnis. Tobias Haag, der Bruder des 2014 in Tibet verunglückten Extremskibergsteigers Sebastian Haag, verunglückte hier im April 2006 ebenfalls tödlich.